# Tałnach
Tałnach (ros. Талнах) – jeden z rejonów Norylska, stanowiący dawniej miasto w azjatyckiej części Rosji, w Kraju Krasnojarskim.
Tałnach znajduje się za kręgiem polarnym, 25 km na północny wschód od centrum Norylska. Założony w 1960, w latach 1982–2005 był miastem. Obecnie włączony do Norylska jako tzw. rejon wewnątrzmiejski (wnutrigorodskoj rajon).